# Mansabucht
Die Mansabucht (engl. Manza Bay) ist eine Meeresbucht an der Küste Tansanias. Sie liegt etwa 15 Kilometer nördlich der Hafenstadt Tanga am Indischen Ozean.

## Geschichte

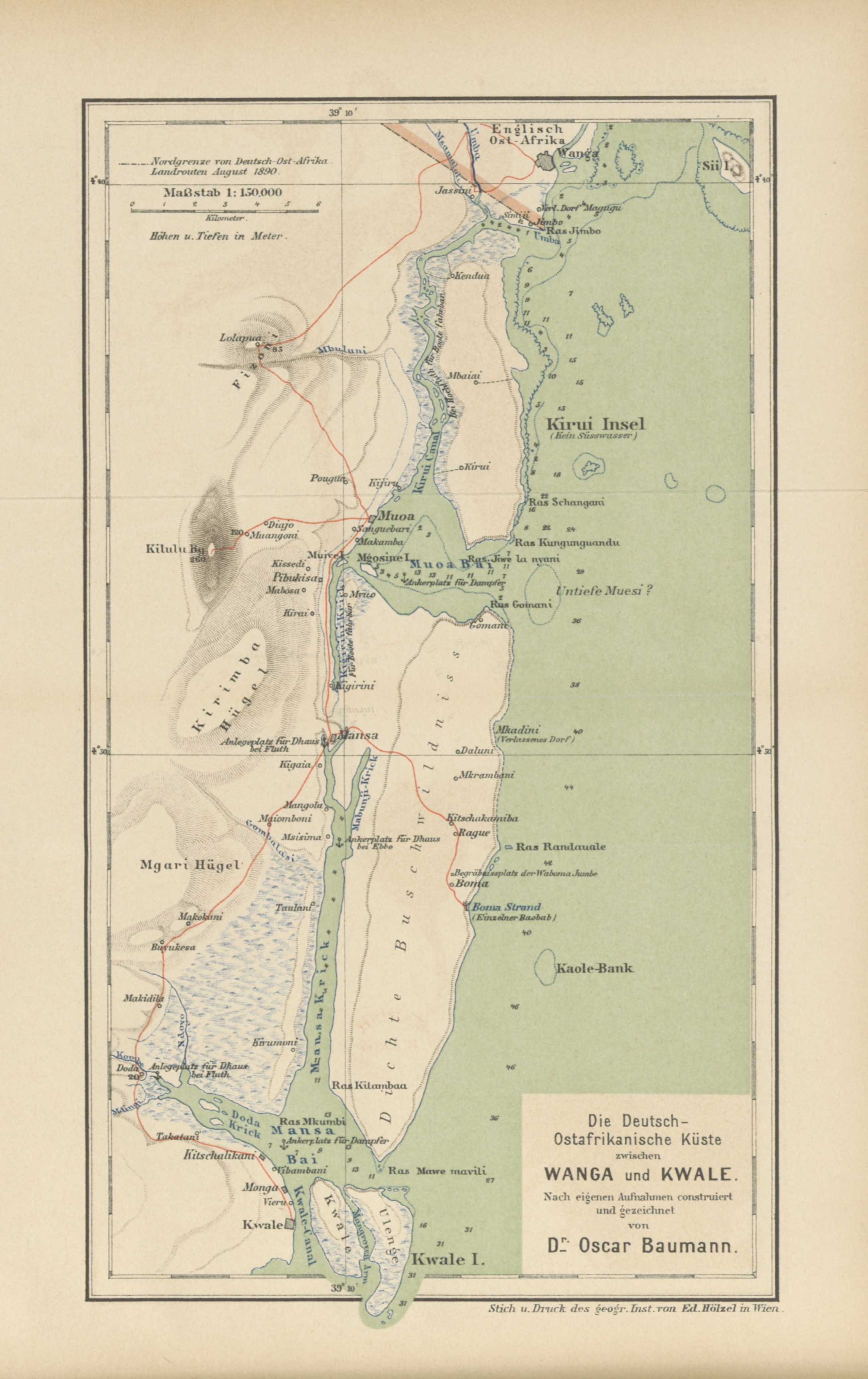
Die Mansa Bai auf einer Karte von 1891 (unten).

Um 1900 befand sich am Nordende der Bucht ein Dorf mit etwa 700 Einwohnern, das auf einer Terrasse etwa 3 Meter über dem Meeresarm lag. Die Bucht führte nur bei Flut genug Wasser, um für Dhaus schiffbar zu sein. Ansässige indische Händler führten von Mansa Waren nach Sansibar aus.
Während des Ersten Weltkriegs in Ostafrika erhielt die Bucht militärhistorische Bedeutung durch das Einlaufen des Hilfsschiffs Rubens. Die Rubens hatte Waffen und Munition für die Schutztruppe Deutsch-Ostafrikas sowie Kohlen für den Kleinen Kreuzer Königsberg geladen. Kurz vor Erreichen des Hafens Tanga wurde sie von dem britischen Kreuzer Hyacinth beschossen. Da die Hyacinth aufgrund eines Maschinenschadens kurzzeitig abdrehte, konnte die Rubens in die Mansabucht entkommen, wo sie im seichten Gewässer auf Grund gesetzt wurde. Trotz Bränden und Nässe konnte ein Großteil der Fracht durch die Deutschen geborgen werden. Das Wrack lag noch bis 1956 in der Mansabucht.
Im Juni 1916 landeten britische Kolonialtruppen in der Bucht und besetzen das nahe gelegene Tanga.
Im Zweiten Weltkrieg wurden durch die Royal Navy an der Mansabucht militärische Anlagen gebaut. Mittels Elektrotechnik und Seeminen versuchten die Briten, U-Booten der Achsenmächte Fallen zu stellen.